# 屋形
屋形（羅馬字：Yakata）是公家或武家等有一定身份的人的居館。在室町幕府以及江戶幕府時期，名門或有一定功績的武家當主，以及大藩的藩主被允許使用的稱號被稱為屋形號。比屋形號更高級的有公方號和御所號。
屋形號的成立是在室町時代初期，專門是賜給足利氏的一門、有力的守護大名、守護代、主要對室町幕府的成立有貢獻或者在討伐謀反者立有功勞的國人領主。

## 屋形號成立以前
例子有平高望設立的政務所讓兒子良兼居住的上總國武射郡的「屋形」（現今的千葉縣山武郡横芝光町），這時只有居館的意思，還有屋形船等，在意義上這種屋形與居館是沒有分別的。
在平安時代以前，「城」只有軍事上的用途（作為阻隔或要塞）而不會當作居館。之後隨著武家的抬頭，以「城」來作為居館在戰略上變得有利，「屋形」本來的意思在實質上起了變化。

## 屋形號的歷史‧規格
通常在武家社會中會對主君使用的敬稱以「殿 (敬称)」和「殿樣」為主流。但是因為在南北朝時代，後醍醐天皇向陸奥國的有力武將結城宗廣下達的綸旨中使用了「結城上野入道館」的稱呼，所以從南朝開始向東國大名發送書狀時就有了使用「屋形／館」稱呼的習慣（『日本史大事典』），後來隨著室町幕府成立，被足利將軍家賜予「屋形號」的大名會被敬稱為「御屋形様」，這樣的尊稱就被定下來（擁有屋形號的大名主要會被尊稱為御屋形様，但是亦有重臣使用「御屋形」、「屋形」等略稱以及使用「上樣」的情況。擁有屋形號的大名正室會被稱為「御裏方様」等，嫡男主要會被稱為「新屋形様」、「上様」）。
當初只有將軍可以任命諸大名成為屋形號，但是後來鎌倉公方足利滿兼在關東地方任命諸大名為屋形號並建立關東八屋形的制度，於是將軍和鎌倉公方都有了任命制。屋形號在室町幕府下只有守護以上身分的足利一門、代代相傳的有力守護等幕府重職的家族、有特別功績的家族、國人領主、對室町幕府的建設有功勞的家族才能擁有。
例如足利氏的一門斯波氏的庶流斯波兼賴被賜屋形號則稱「最上屋形」並成為最上氏的祖先。還有幕府的重臣大館氏是伊勢守護並成為擁有御所號的北畠氏的女婿，於是被授予屋形号並改名為「關岡屋形」。國人領主則有貞治3年（1364年），幕府奉公眾的宮氏補任成為備中守護並獲得屋形號。永享10年（1438年），足利義教因為石見國的有力國人益田氏在畿内鎮壓戰亂有功而對其授予屋形號。千葉氏宗家是擁有「關東八屋形」的屋形號的家族，但是肥前國的國人領主千葉胤繁亦被足利義稙賜予屋形號。由此可見，國人領主都會被賜予屋形號。不過備中的宮氏、石見的益田氏、肥前的千葉氏在室町時代是國人領主，但是都一時間補任守護職，事實上一定要是有國人領主的指導地位的有力武家才行。
攤有屋形號的大名，不論是否補任守護的都會從室町幕府處獲得使用白傘袋、毛氈鞍覆、塗輿、紅色的采配的特權。在向足利將軍家的連枝（即兄弟或分支）、管領、探題等家族發送書狀時不須在信中自署。還有被賜於屋形號的大名家臣可以使用侍烏帽子。但是在自家以外的場合，稱呼主君為屋形會被視為無禮（日本國史大辭典）。
在日本戰國時代，越後守護代長尾為景向朝廷獻鈉建設費用和天皇的即位費用，以及向室町幕府獻金，因為這些功勞，嫡男接受將軍足利義晴的一字拜領而改名為長尾晴景，自身亦得到與守護有同等意義的屋形號和被准許使用白傘袋、毛氈鞍覆（通常守護代的規格是唐傘袋、毛氈鞍覆和塗輿）。
室町幕府滅亡後，織田信長向大寶寺氏賜予屋形號，以天下人的身份向大名使用優待策略，有向信長獻上鷹的大寶寺義氏獲得屋形號的記錄（因為義氏的粗暴而被稱為「惡屋形」）。
後來在江戶時代，室町幕府將軍家的末裔喜連川氏獲得「格別御所號」，其他與尾張藩、紀州藩、水戶藩等御三家並列的有力親藩、在室町時代有守護職的舊族大名（薩摩藩的島津氏、秋田藩的佐竹氏、米澤藩的上杉氏）、交代寄合的山名氏、最上氏等亦被賜予屋形號。
因此仙台藩的伊達氏作為江戶時代的藩主而被一般敬稱為「御屋形様」，隱居後就以隱居前的屋敷名（例如在麻布屋敷隱居的伊達綱村就被稱為「麻布様」）為稱呼，不過年幼就隱居並在不久後死去的伊達周宗就被稱為「大御屋形様」。

## 在『北條幻庵覺書』中關於屋形號的逸話
戰國大名北條氏康的女兒嫁給足利將軍家的一門‧吉良賴康的養子吉良氏朝之際，氏康的叔父北條幻庵向氏康的女兒送出後來被稱為「北條幻庵覺書」的書狀，這是關於吉良家的家風和規格的書狀，寫下了作為吉良家的正室在日常的作法和教養等24箇條，詳細地教授和描述。特別是要尊稱舅舅賴康為「親方樣」（おやかた様）、姑姑為「御大寶」（御たいほう）、夫君為「上様」。